# روبرت بويد
روبرت بويد (بالإنجليزية: Robert Boyd)‏ هو عالم إنسان أمريكي، ولد في 11 فبراير 1948 في سان فرانسيسكو في الولايات المتحدة.